# Interstate 169 (Kentucky)
Pour les articles homonymes, voir I169 et Interstate 169.
L'Interstate 169 (I-169) est une autoroute de 34,3 miles (55,2 km) qui parcourt l'ancien segment sud du Pennyrile Parkway au Kentucky. L'autoroute a été nommée en 2017. Elle se dirige vers le nord à partir d'un échangeur avec l'I-24 au sud d'Hopkinsville. Elle rejoint l'I-69 et le Western Kentucky Pakway près de Nortonville.

## Description du tracé
La route débute à un échangeur avec l'I-24 près d'Hopkinsville. Elle se dirige vers le nord à travers la ville d'Hopkinsville. Après l'avoir traversée, l'I-169 traverse des régions agricoles à travers le West Kentucky Coalfield. Durant son trajet, elle est parallèle à la US 41. Elle contourne de nombreuses petites villes avant d'arriver à un échangeur avec l'I-69 et le Western Kentucky Parkway près de Nortonville.

## Liste des sorties
| Interstate 169                            |              |       |       |        |                                                                             |                                                                           |
| Comté                                     | Municipalité | mi    | km    | Sortie | Intersections / Destinations                                                | Notes                                                                     |
| Christian                                 |              | 0,00  | 0,00  | 1      | I-24 – Nashville, Paducah                                                   | Indiqué sortie 1A (ouest) et 1B (est); sortie 81 de l'I-24                |
| Christian                                 | Hopkinsville | 5,18  | 8,33  | 5      | Lover's Lane – Hopkinsville                                                 | Indiqué sortie 5A en direction nord                                       |
| Christian                                 | Hopkinsville | 6,00  | 9,66  | 6      | US 68 Byp. (Eagle Way) – Hopkinsville                                       | Indiqué sortie 5B en direction nord                                       |
| Christian                                 | Hopkinsville | 7,00  | 11,27 | 7      | US 41 Alt. – Hopkinsville, Fort Campbell                                    |                                                                           |
| Christian                                 | Hopkinsville | 7,94  | 12,77 | 8      | US 41 / KY 109 (en) – Hopkinsville, Pembroke                                | Terminus sud du multiplex avec US 41 Truck                                |
| Christian                                 | Hopkinsville | 9,36  | 15,06 | 9      | US 68 / KY 80 (en) – Hopkinsville, Elkton                                   |                                                                           |
| Christian                                 | Hopkinsville | 11,70 | 18,82 | 12     | KY 1682 (en) / US 41 Truck nord – Hopkinsville                              | Terminus nord du multiplex avec US 41 Truck                               |
| Christian                                 | Crofton      | 22,65 | 36,46 | 23     | KY 800 (en) – Crofton                                                       |                                                                           |
| Hopkins                                   | Nortonville  | 29,57 | 47,59 | 30     | US 41 sud                                                                   | Sortie direction sud, entrée direction nord                               |
| Hopkins                                   | Nortonville  | 32,86 | 52,89 | 33     | US 62 – Nortonville, Greenville                                             |                                                                           |
| Hopkins                                   | Nortonville  | 34,27 | 55,15 | 34     | I-69 / Western Kentucky Parkway (en) est – Elizabethtown, Fulton, Henderson | Indiqué sortie 34A (est), 34B (nord) et 34C (ouest); sortie 106 de l'I-69 |
| - Terminus de multiplex - Accès incomplet |              |       |       |        |                                                                             |                                                                           |